# Miguel G. Santa Ana
Miguel G. Santa Ana fue un revolucionario y político mexicano.
A pesar de contar al principio de su campaña en el PRI, con muy pocas probabilidades de ganar, derrotó finalmente a los precandidatos Jesús Reyes Pimentel y Francisco Carrillo Torres. Fue Gobernador constitucional de Colima para el cuatrienio 1935-1939. Su administración se caracterizó como progresista. Diputado federal y senador de la República por el estado de Colima. Fue delegado de gobierno en la ciudad de Tijuana, Baja California siendo Gobernador el general Agustín Olachea; y jefe de compras de la Secretaria de la Defensa Nacional. Se jubiló con el grado de general. Ayudó a varios jóvenes de modestos recursos económicos a realizar sus carreras profesionales.